# Patrice de Mac Mahon
Marie Edme Patrice Maurice de Mac Mahon, diuk (duc) de Magenta (Marna), książę (prince) de Solferino (ur. 13 czerwca 1808 w Sully, zm. 16 października 1893 w Montcresson) – francuski wojskowy i polityk pochodzenia irlandzkiego, marszałek Francji i jej prezydent w latach 1873–1879.

## Życiorys
Jego rodzina była w przeszłości zwolennikami obalonego w wyniku drugiej rewolucji angielskiej króla Jakuba II i z tej racji musiała po sukcesie rewolucji emigrować do Francji.
Urodził się w Sully nieopodal Autun (Departament Saône-et-Loire), ukończył akademię wojskową. Brał udział w walkach w Algierii (1830), potem został komendantem Legii Cudzoziemskiej, w tej roli brał udział w wojnie krymskiej (1853–1856). Od roku 1852 pełnił funkcję generała dywizji. Walcząc na Krymie, zdobył fort Małachowa pod Sewastopolem.
Zasiadał w senacie II Cesarstwa w 1856 roku.
Mac Mahon wyróżnił się podczas wojny francusko-austriackiej we Włoszech. W nagrodę otrzymał w 1859 roku tytuł marszałka i diuka Magenty.

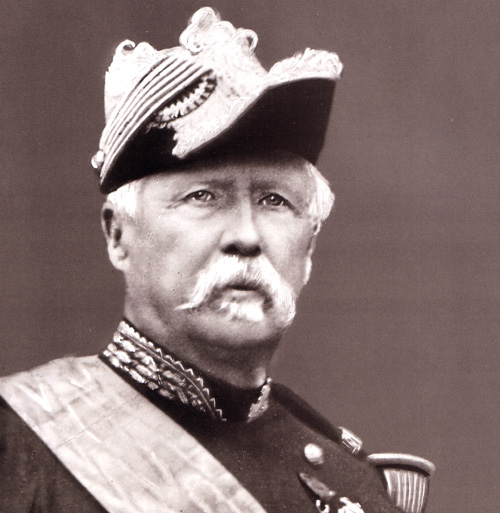
Mac Mahon

Sprawował funkcję gubernatora-generała Algierii od 1 września 1864 aż do wybuchu wojny francusko-pruskiej. Dowodził drugą armią pod Wörth, a następnie został wzięty do niewoli pod Sedanem. Powrócił w 1871 roku, walcząc jako dowódca armii wersalskiej i tłumiąc powstanie Komuny Paryskiej.
Został wybrany prezydentem III Republiki (powstałej na gruzach II Cesarstwa Napoleona III) po obaleniu Louisa Adolphe’a Thiersa. Podobnie jak jego poprzednik był zwolennikiem monarchii, ale w odróżnieniu od niego (zwolennika monarchii konstytucyjnej – orleańskiej) dążył do restauracji legitymistycznej i sam uważał się za „przejściowego przywódcę między powrotem Burbonów na ich prawowity tron”. Po dramatycznym głosowaniu w Zgromadzeniu Narodowym, w którym jego stronnictwo klerykalno-monarchistyczne przegrało zaledwie jednym głosem walkę o obalenie Republiki (głosem deputowanego polskiego pochodzenia, Mac Mahon miał na to powiedzieć: „Zawsze mówiłem, że nie należy ufać tym Polakom” – przy czym zapewne myślał o udziale Polaków w Komunie Paryskiej). Nie poddał się i przygotował w 1873 roku obwołanie hrabiego Chambord królem poprzez decyzję senatu, w którym miał większość, ale plan runął, gdy Chambord odmówił uznania trójkolorowej flagi republiki i współrządzenia z parlamentem. Mac Mahon zaczął wtedy, jak pokaźna część legitymistów, popierać restaurację cesarstwa Bonapartych z Napoleonem IV jako monarchą. Rok przed upływem swej siedmioletniej kadencji Mac Mahon podał się do dymisji (1879). Jego następcą został przekonany republikanin Jules Grevy, Republika została utrwalona.
Zmarł 16 października 1893 roku na zamku Montcresson w Loiret. Pochowany został w kościele Inwalidów w Paryżu.